# Marie Luise Kaschnitz
Marie Luise Kaschnitz   (Karlsruhe, 31 de gener de 1901 - Roma, 10 d'octubre de 1974), de nom complet Marie Luise Freifrau Kaschnitz von Weinberg, nascuda Freiin von Holzing-Berstett, va ser una escriptora, poetessa i assagista alemanya, una de les representants més importants de la literatura de post-guerra del seu país. Representant d'un humanisme modern, la seva obra es basa essencialment en l'antiga tradició literària per a tractar problemes contemporanis.

## Obres destacades

### Novel·la
- Liebe beginnt (‘L'amor comença’, 1933)
- Elisa (1937)

### Reculls de contes
- Das dicke Kind (‘L'infant gras', 1951)
- Lange Schatten (‘Ombres llargues', 1960)
- Ferngespräche (‘Conferències interurbanes', 1966)
- Eisbären (‘Ossos blancs', 1972)

### Poesia
- Gedichte (‘Poesies', 1947)
- Ewige Stadt (‘Ciutat eterna’, 1952)
- Gesang vom Menschenleben (‘Cant de la vida humana’, 1974)